# Puebla de Yeltes
Puebla de Yeltes – gmina w Hiszpanii, w prowincji Salamanka, w Kastylii i León, o powierzchni 37,33 km². W 2011 roku gmina liczyła 175 mieszkańców.